# سوزان د. شو
سوزان د. شو (بالإنجليزية: Susan D. Shaw)‏ هي كاتِبة أمريكية، ولدت في 24 أكتوبر 1943 في دالاس في الولايات المتحدة.